# ふたつの世界
「ふたつの世界」（ふたつのせかい）は、くるりの楽曲で、メジャー29枚目（通算33枚目）のシングル。2015年9月16日にSPEEDSTAR RECORDSから発売。
前作「There is (always light)/Liberty&Gravity Special Edition」から約10か月の間を経て発売。TVアニメ「境界のRINNE」（第1シリーズ）後期エンディングテーマに起用された。
本作のミュージック・ビデオは、メンバー出演の「TV ver.」と、曲調や歌詞のイメージにあわせて幾何学モーション・グラフィックが使用された「TV ver. -short edit-」の日本語詞版、英語詞版の計3種存在する。

## 評論家による評価
「ふたつの世界」は音楽評論家からの評価をえている。音楽雑誌『MUSICA』のレビュアー宇野維正は、「一聴すると「可愛らしい曲だな」って感じで耳を爽やかに通り過ぎていきそうで、アニメのエンディングテーマでもあるという役割を考えたらそれはそれで正しいんだろうけど、音の構成も、曲の構成も、これまでのくるりにはなかった曲。というか、これまでの日本のポップス/ロックの文脈にはなかった曲。」と評価している。

## 収録曲
1. ふたつの世界 TV ver.
作詞・作曲：岸田繁、編曲：くるり
NHK Eテレ系テレビアニメ「境界のRINNE」後期エンディングテーマ
2. ふたつの世界 TV ver. -instrumental-
3. ふたつの世界 Bebop ver.
4. ふたつの世界 Bebop ver. -instrumental-
5. ふたつの世界 Chamber ver.
6. ふたつの世界 Chamber ver. -instrumental-
7. ふたつの世界 TV ver. -short edit-

### ライブCD「NOW AND THEN DISC」※初回盤のみ
1. ランチ
2. オールドタイマー
3. さよならストレンジャー
4. 東京
5. 7月の夜
6. 傘
7. ブルース
8. マーチ
9. 青い空
10. 惑星づくり
11. チアノーゼ
12. 街
13. ホームラン
14. ガロン